# Siegfried Powolny
Siegfried Powolny (Linz, 20 settembre 1915 – Kabarovtsy, 19 luglio 1944) è stato un pallamanista austriaco.

## Palmarès

### Olimpiadi
- Argento a Berlino 1936 nella pallamano.